# Alóag

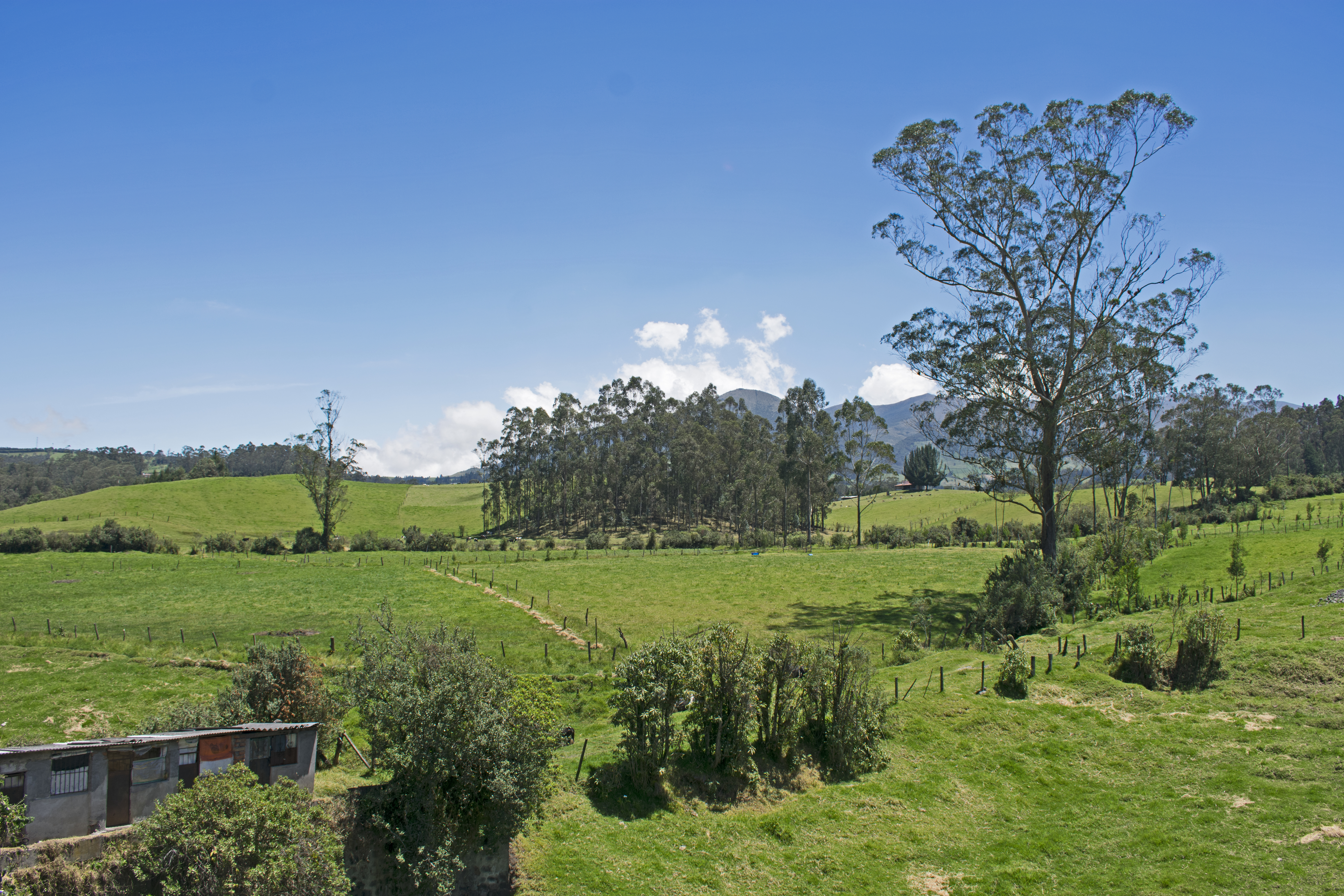
Alóag von E35 ausgesehen

Alóag ist eine Ortschaft und eine Parroquia rural („ländliches Kirchspiel“) im Kanton Mejía der ecuadorianischen Provinz Pichincha. Die Parroquia Alóag besitzt eine Fläche von 209,6 km². Die Einwohnerzahl lag im Jahr 2010 bei 9237. 

## Lage
Die Parroquia Alóag liegt in der Cordillera Occidental im Süden der Provinz Pichincha. Das Verwaltungsgebiet erstreckt sich zwischen den beiden Vulkanen Atacazo im Norden und Corazón im Süden. Der Osten wird über den Río San Pedro nach Norden entwässert, der Westen über den Río Pilatón nach Westen. Der etwa 2880 m hoch gelegene Hauptort befindet sich 5 km nordnordwestlich vom Kantonshauptort Machachi. Östlich von Alóag zweigt die Fernstraße E20 von der E35 (Latacunga–Quito) nach Westen ab und führt nach Santo Domingo de los Colorados.
Die Parroquia Alóag grenzt im zentralen Norden an die Parroquia Lloa (Kanton Quito), im Nordosten an die Parroquias Cutuglagua und Tambillo, im Osten an die Parroquia Machachi, im Südosten an die Parroquia Aloasí, im zentralen Süden an die Parroquia El Chaupi sowie im Westen an die Parroquia Manuel Cornejo Astorga.

## Geschichte
Die kirchliche Pfarrei wurde im August 1745 gegründet. Die Parroquia Alóag wurde gemeinsam mit dem Kanton Mejía am 23. Juli 1883 gegründet. 